# Milbanke Sound Group
Die Milbanke Sound Group, auch als Milbanke Sound Cones bezeichnet, ist eine rätselhafte Gruppe fünf kleiner basaltischer Vulkane in der kanadischen Provinz British Columbia.

## Geographie
Die Milbanke Sound Group liegt in den Kitimat Ranges der Coast Mountains. Sie sind nach dem Milbanke Sound benannt und erstrecken sich über mindestens vier kleine Inseln (von denen drei unbewohnt sind), und zwar Swindle Island, Price Island, Lady Douglas Island und Lake Island. Über diese Vulkangruppe ist wenig bekannt, nicht einmal ihre Ausbruchsgeschichte. Sie entstanden jedoch alle in den letzten 10.000 Jahren auf ähnliche Art und Weise nach der letzten Kaltzeit, wie die geringe Erosion nahelegt. Die meisten der Milbanke Sound Cones sind von Primärwald bedeckt. Kitasu Hill und Helmet Peak sind die einzigen Vulkankegel der Gruppe, die offiziell benannt wurden.
Die Vulkangruppe ähnelt keiner anderen Gruppe in Kanada, da sie auf Inseln statt auf dem Festland angesiedelt ist. Die Vulkane bilden eine von Nordwest nach Südost gerichtete Flucht entlang der British Columbia Coast. Der Westen der Milbanke Sound Group grenzt an den Pazifik; sonst ist sie umgeben von den angrenzenden Inseln, die einen Archipel bilden. Obwohl zu ihm keinerlei Beziehung besteht, liegt die Milbanke Sound Group nahe den Überresten viel älterer magmatischer Objekte, die im Tertiär entstanden.

## Geologie

### Vulkane
Südlich der Kitasu Bay am südwestlichen Strand von Swindle Island ragt Kitasu Hill mit einer Höhe von 250 m und einer Schartenhöhe von 230 m auf. Es handelt sich um einen kleinen symmetrischen monogenetischen Vulkan und gleichzeitig um den besterhaltenen Schlackenkegel der Milbanke Sound Group. Er ist der nördlichste und am stärksten aus dem Umland hervortretende Vulkan der Milbanke Sound Cones mit einem kreisförmigen Vulkankrater an seinem Gipfel. Der Vulkan erzeugte balsaltische Lavaflüsse, die sich nach Norden erstrecken. Subaerische Tephra und Vulkanbomben machen den Großteil des Vulkans aus. Diese vulkanischen Objekte umgeben die erodierten Überbleibsel der basaltischen Lavaflüsse und bestehen aus dem Mineral Olivin. Der Kitasu Hill lagert auf Geschiebemergel, der das abgeschabte Grundgestein überlagert.

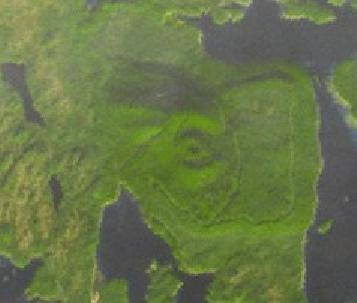
Satellitenbild von Kitasu Hill und seines runden Vulkankraters

Nahe der Nordostküste von Price Island wird ein kleiner, aus Basalt bestehender Schlackenkegel von Primärwald bedeckt. Er hat eine Höhe von 40 m und ist die Quelle eines basaltischen Lavaflusses. Dieser Lavafluss erstreckt sich bis hinunter zur nordöstlichen Küstenlinie von Price Island, wo er Strandkies bedeckt.
Der Helmet Peak am Nordende von Lake Island, gerade vor der Don Peninsula im Meer gelegen, ist ein steilwandiger monogenetischer Schlackenkegel. Er besteht aus zusammengeschweißten vulkanischen Blöcken und Dykes als basaltischer Quelle. Mit einer Höhe von 335 m ist der Helmet Peak der höchste Vulkan der Milbanke Sound Group. Während seines Ausbruchs wurde basaltische Tuff-Brekzie in die umgebende Landschaft ausgestoßen, die auf von Gletschererosion abgeschabtem granitischem Gestein und losem Strandkies in der Nähe des Vulkans abgelagert wurde. Dieses Material bedeckt Teile von Lake Island und der nahegelegenen Lady Douglas Island. Blöcke von Granodiorit aus dem Grundgebirge, manche vom ihnen mit zwei Metern Durchmesser, sind zufällig innerhalb der Brekzie verteilt. Der Basalt auf Lake Island ist durch häufige, 0,5 bis 1 cm große, aus Labradorit und monoklinen Pyroxenen bestehende Einsprenglinge charakterisiert.
Am südlichen Ende der Milbanke Sound Group, auf Dufferin Island, liegt ein kleiner monegenetischer Schlackenkegel mit einer Höhe von 50 m. Er stieß basaltische Lavaflüsse nach Norden aus, wo sie die Küste der Insel erreichten und den Strandkies bedeckten. Seit seiner Entstehung wurde der Schlackenkegel erodiert und von Wald überwachsen. Finngal Island, südlich von Dufferin Island gelegen, besteht aus einem oder mehreren basaltischen Lavaflüssen, die in wohlgeformten Säulen erstarrten. Wie bei anderen vulkanischen Ablagerungen in der Milbanke Sound Group, ist auch über diese Lavaflüsse wenig bekannt.

### Ursprünge
Das Verhältnis zwischen den Milbanke Sound Cones und anderen Vulkanen in British Columbia ist unklar. In einigen Klassifikationen werden sie zusammen mit dem Anahim-Vulkangürtel in einer Gruppe zusammengefasst, weil sie parallel mit diesen von West nach Ost gerichtet sind. Diese Gruppierung ist jedoch nicht sehr breit akzeptiert, weil die Vulkane sehr viel jünger sind als die vulkanischen Objekte des Anahim-Vulkangürtels. Der Grund für diesen signifikanten Altersunterschied besteht datrin, dass der Anahim-Vulkangürtel seinen Ursprung in der Nordamerikanischen Platte hat, die sich über den hypothetischen Anahim Hotspot bewegt. Dieser ist eine Plume des Erdmantels, die möglicherweise den Vulkanismus im gesamten Anahim-Vulkangürtel verursacht. Einzelne Vulkane des Anahim-Gürtels sind westlich des Nazko Cone im Allgemeinen älter, was anzeigt, dass die Nordamerikanische Platte sich in Bezug auf den Hotspot in westliche Richtung bewegt und die Vulkane mit einer Rate von 2 bis 3,3 cm pro Jahr mit sich trägt. Deshalb kann das Hotspot-Modell nicht zur Erklärung der Entstehung der Milbanke Sound Group verwendet werden. Die Vulkangruppe ist jedoch nahe an den Überresten eines 14 bis 12 Millionen Jahre alten magmatischen Objekts, welches als Westende der Spur des Anahim Hotspot gedeutet wird.
Eine mögliche Erklärung für den Ursprung der Milbanke Sound Group ist, dass sie eine nördliche Erweiterung des Garibaldi-Vulkangürtels ist, welche sich nordwestwärts erstreckt und mit der Subduktion in Zusammenhang steht. Der Vulkangürtel wiederum ist ein Teil des Cascade Volcanic Arc in den Vereinigten Staaten, zu welchem der Mount Baker und der Mount St. Helens gehören. Es gibt aktuell jedoch noch nicht genügend Daten, um diese These zu stützen. Die Ursprünge der Milbanke Sound Group können genauso gut in anderen tektonischen Prozessen liegen, die man gegenwärtig noch nicht verstanden hat.

## Monitoring
Gegenwärtig gibt es für die Milbanke Sound Cones kein Monitoring durch die Geological Survey of Canada, das engmaschig genug wäre, die Aktivität der Magmakammer beurteilen zu können. Es wurde ein Netzwerk von Seismographen zur Beobachtung von Erdbeben etabliert, aber dieses ist zu weit entfernt, um wertvolle Hinweise auf die Aktivitäten unter den Schloten zu liefern. Es kann einen Anstieg der Aktivität registrieren, wenn ein Vulkan sehr unruhig wird, aber dies kann bloß eine Warnung auf einen sehr starken Ausbruch liefern. Im Grunde genommen kann die Aktivität erst entdeckt werden, wenn der Ausbruch schon beginnt.
Der Interagency Volcanic Event Notification Plan, Kanadas Programm für die Warnung vor Vulkanausbrüchen, wurde etabliert, um einen Notfallplan für einige der wichtigsten Behörden vorzuhalten, die auf einen Vulkanausbruch in Kanada, nahe seiner Grenzen oder auf einen solchen, der Kanada und seine Bewohner signifikant beeinflussen könnte, reagieren müssen.:7 Er fokussiert vornehmlich auf die Luftfahrtsicherheit, weil Flugzeuge sehr schnell in Gebiete gelangen können, die von Vulkanasche beeinträchtigt sind. Das Programm adressiert alle betroffenen Behörden, die mit Vulkanausbrüchen zu tun haben. Flugzeuge werden von solchen Gebieten ferngehalten, in denen sie gefährlicher Asche ausgesetzt wären, und Menschen auf dem Boden werden vor potentiellen Ascheregen gewarnt.